# Table Rock, Wyoming
Table Rock är en spökstad i Sweetwater County i södra delen av den amerikanska delstaten Wyoming.

## Geografi
Table Rock ligger i Red Desert i södra Wyoming, vid motorvägen Interstate 80 omkring 80 kilometer öster om Rock Springs.

## Historia
Table Rock uppstod som en arbetarbosättning för anställda vid Colorado Interstate Gas naturgaskraftverk i slutet av 1970-talet. Här byggdes subventionerade familjebostäder och även ett medborgarhus för CIG:s anställda. Efter att kraftverket sålts 2001 till El Paso Corporation minskade befolkningen och 2003 stängdes arbetarbyn. Vissa av bostäderna flyttades till Rock Springs, medan återstoden revs 2011.